# Авдулово-1
Авдулово-1 — село в Ступинском районе Московской области в составе Леонтьевского сельского поселения (до 2006 года входило в Леонтьевский сельский округ). В Авдулово-1 на 2015 год одна улица Осенняя. В Авдулово в XVII веке находилась усадьба старинного дворянского рода Юреневых, от которой сохранилась только Церковь Покрова Пресвятой Богородицы 1762 года постройки, памятник архитектуры федерального значения.

## Население
| 2002 | 2006 | 2010 |
| ---- | ---- | ---- |
| 2    | ↗3   | ↗11  |

Авдулово-1 расположено в северо-восточной части района, на левом берегу реки Сукуша (правый приток Городенки), высота центра села над уровнем моря — 159 м. Ближайшие населённые пункты: Авдулово-2 примерно в 500 м западнее и Дорки — в 1 км на юго-запад.